# Réserve naturelle d'Alema
Pour les articles homonymes, voir Alema.
La réserve naturelle d'Alema est une réserve naturelle située dans le nord de l'Estonie, dans le comté de Harju. 
Cette petite réserve naturelle (54 hectares) a été établie pour protéger les 18 espèces d'orchidées identifiées existant dans la zone. Il n'y a pas d'autre réserve naturelle en Estonie dédiée uniquement à la protection des orchidées. De plus, plusieurs plantes carnivores poussent dans la réserve naturelle d'Alema, telles que la grassette, le droséra et la vessie. Pour le confort des visiteurs, un parcours a été aménagé dans la réserve naturelle. 